# موشک ای‌ال‌اس‌اس
موشک ای‌ال‌اس‌اس (Alss)، موشکی هوا به زمین با هزینه ارزان و ضد رادار است.
این موشک دارای برد ۱۰۰الی۲۰۰کیلومتر است و مشابه موشک AHM-136 اما با سرعت کمتر و قابل برنامه‌ریزی بوده و از عملیاتی مشابه برخوردار و جایگزین «موشک رمن بو» می‌باشد. این موشک توانایی برنامه‌ریزی قبل از شلیک را دارد.
نظارت بر پروژه ساخت Alss بر عهده نیروی هوایی آمریکا و شروع برنامه‌ریزی برای تکمیل، در سال ۱۹۹۱ و در سال ۱۹۹۸ نیز خاتمه یافت.